# Liam Graham (jugador de snooker)
Liam Graham (n. 12 de septiembre de 2004) es un jugador de snooker escocés.

## Biografía
Nació en Escocia en 2004. Es jugador profesional de snooker desde 2023. No se ha proclamado campeón de ningún torneo de ranking, y lo más lejos que ha llegado es la primera ronda de tres ediciones del Snooker Shoot Out (las de 2019, 2022 y 2023). Tampoco ha logrado hilar ninguna tacada máxima, y la más alta de su carrera está en 101.